# Hans van Dijk (handballer)
Hans van Dijk (Breukelen, 17 mei 1970) is een Nederlandse handbalcoach en voormalige handbalspeler. Sinds 2023 is hij hoofdtrainer van Bevo HC.

## Biografie
Tijdens zijn spelerscarrière kwam Van Dijk uit voor teams zoals V&L, Tachos en Aalsmeer. Drie keer won hij de nationale beker en was meervoudig topscorer van Nederland. Vijf jaar in het nationale team leverde hem veertig interlands op. Na zijn spelerscarrière coach geworden van onder andere Houten, Hellas en Volendam. In februari 2021 vertrok van Dijk per direct bij Volendam. Na 20 jaar keerde Van Dijk terug naar Tachos om daar Fred Michielsen op te volgens als trainer van het eerste herenteam wat uit komt in de eredivisie.  Onder leiding van Van Dijk promoveerde Tachos naar de BENE-League. In 2023 verliet Van Dijk Tachos.
In februari 2023 werd bekend dat Van Dijk samen met zijn zoon Destin naar Bevo HC vertrok, waarbij Van Dijk hoofdtrainer.
1. Michiel van Gils ·
2. Robin Nagtegaal ·
4. Rik Zwarthoed ·
5. Stefan Schilder ·
6. Jeroen Roefs ·
9. Jordy Baijens ·
12. Rob Goudriaan ·
13. Stefan van Gils ·
14. Jordan Beukman ·
16. Dennis Schellekens ·
17. Florent Bourget ·
18. Diego Jacobs ·
19. Collin de Vette ·
20. Jort Neuteboom ·
21. Jorn Smits ·
22. Erik Blaauw ·
Coach:  Mark Ortega Hans van Dijk
· Assistent-coach:  Bozidar Zorko Mark Neeft
2. Robin Nagtegaal ·
4. Tim Claessens ·
5. Stefan Schilder ·
6. Jeroen Roefs ·
9.  Ognjen Lekovic ·
10. Jordy Baijens ·
12. Gerrie Eijlers ·
15. Leon Geus ·
16. Dennis Schellekens ·
17. Florent Bourget ·
19. Collin de Vette ·
20. Jort Neuteboom ·
21. Jorn Smits ·
22. Erik Blaauw ·
23. Sander Visser ·
24. Robin Jansen ·
Coach: Hans van Dijk
· Assistent-coach: Mark Neeft